# بوبي كلانسي
بوبي كلانسي (بالإنجليزية: Bobby Clancy) هو عازف قيثارة ومغني أيرلندي، ولد في 14 مايو 1927، وتوفي في 6 سبتمبر 2002 بسبب تليف رئوي.

## وصلات خارجية
- بوبي كلانسي على موقع ميوزك برينز (الإنجليزية)
- بوبي كلانسي على موقع أول ميوزيك (الإنجليزية)
- بوبي كلانسي على موقع ديسكوغز (الإنجليزية)